# مجتبی پارساپور
مجتبی پارساپور (زادهٔ ۱۶ بهمن ۱۳۸۰) بازیکن فوتسال اهل ایران است که در حال حاضر برای تیم باشگاه فوتسال مس سونگون و تیم ملی ایران بازی می‌کند.
پارساپور فوتسال را از شهر زادگاهش، مشهد، آغاز کرد و نخستین بار همراه با باشگاه فوتسال استعدادهای درخشان حضور درفوتسال را تجربه کرد و پس از درخشش در تیم ملی فوتسال زیر ۲۰ سال ایران مورد توجه باشگاه شهید منصوری قرچک قرار گرفت و به این تیم پیوست. وی در ادامه به تیم مس سونگون آذربایجان پیوست و ضمن کسب عنوان قهرمانی با این تیم، به عنوان بهترین بازیکن جوان فصل ۱۴۰۱ لیگ برتر ایران برگزیده شد.
وی در سال ۱۴۰۱ توسط وحید شمسایی به اردوی تیم ملی فوتسال ایران دعوت شد و در سال ۱۴۰۲ نیز همراه با تیم ملی ایران نایب قهرمانی مسابقات دوستانه برزیل شد؛ وی در دیدار پایانی این رقابت‌ها از گلزنان ایران مقابل تیم ملی برزیل بود.